# اسماعیل خان زیادخانوف
اسماعیل خان زیادخانوف یااسماعیل خان زیادخانلی ( (27) اوت 1867، یلیزاوتپول، فرمانداری تفلیس - 6 ژوئن 1920، جزیره نارگین، شهرستان باکو، جمهوری سوسیالیستی شوروی آذربایجان) — عضو دولت جمهوری آذربایجان، دیپلمات، و سرهنگ دوم ارتش جمهوری آذربایجان. یکی از پنج نماینده آذربایجانی منتخب در اولین دومای دولتی امپراتوری روسیه بود.
او از بنیان‌گذاران حزب فدرالیست‌ تُرک و سازمان "مدافع" بود. در دوران کشتار مارس، در شهرستان‌های شماخی و گوی‌چای علیه نیروهای داشناک مبارزه کرد و در جنبش قره‌باغ که در سپتامبر 1918 آغاز شد، شرکت داشت. پس از اشغال آوریل، توسط بلشویک‌ها بدون محاکمه تیرباران شد. 
اسماعیل خان از نوادگان جواد خان، خان گنجه و نوه عباس میرزا ، ولیعهد سلطنت قاجار بود. او برادر شاهوردی خان زیادخان، افسر ارتش تزار و ارتش جمهوری آذربایجان، و عادل خان زیادخانوف، معاون وزیر امور خارجه جمهوری آذربایجان و سفیر این جمهوری در ایران بود.

## زندگی

### دوران روسیه تزاری
اسماعیل خان زیادخانوف در 15 (27) اوت 1867 در شهر گنجه به دنیا آمد . تحصیلات ابتدایی خود را در دبیرستان پسرانه گنجه گذراند و سپس وارد دانشکده حقوق دانشگاه امپراتوری مسکو شد . پس از فارغ‌التحصیلی، به‌عنوان معاون دادستان در دادگاه ناحیه تفلیس آغاز به کار کرد. او در سال 1904 به عضویت انجمن خیریه مسلمانان گنجه درآمد.
در سال 1906، اسماعیل خان از فرمانداری الیزابتپول به‌عنوان نماینده در اولین دومای دولتی امپراتوری روسیه انتخاب شد  و یکی از پنج نماینده آذربایجانی بود که به دوما راه یافت . در دوما، او عضو دفتر فراکسیون مسلمانان و حزب "آزادی مردم" بود . در دوران فعالیت خود در دوما، او سیاست‌های مهاجرتی تزاریسم در مناطق مرزی، کشتارهای قومی در قفقاز و رویکرد روسیه نسبت به آذربایجانی‌ها را به‌شدت مورد انتقاد قرار داد . اسماعیل خان فقط به بی عدالتی‌های قفقاز اعتراض نکرد؛ همچنین نارضایتی خود را از بی‌عدالتی‌ها در مناطق بالتیک نیز اعلام کرد .

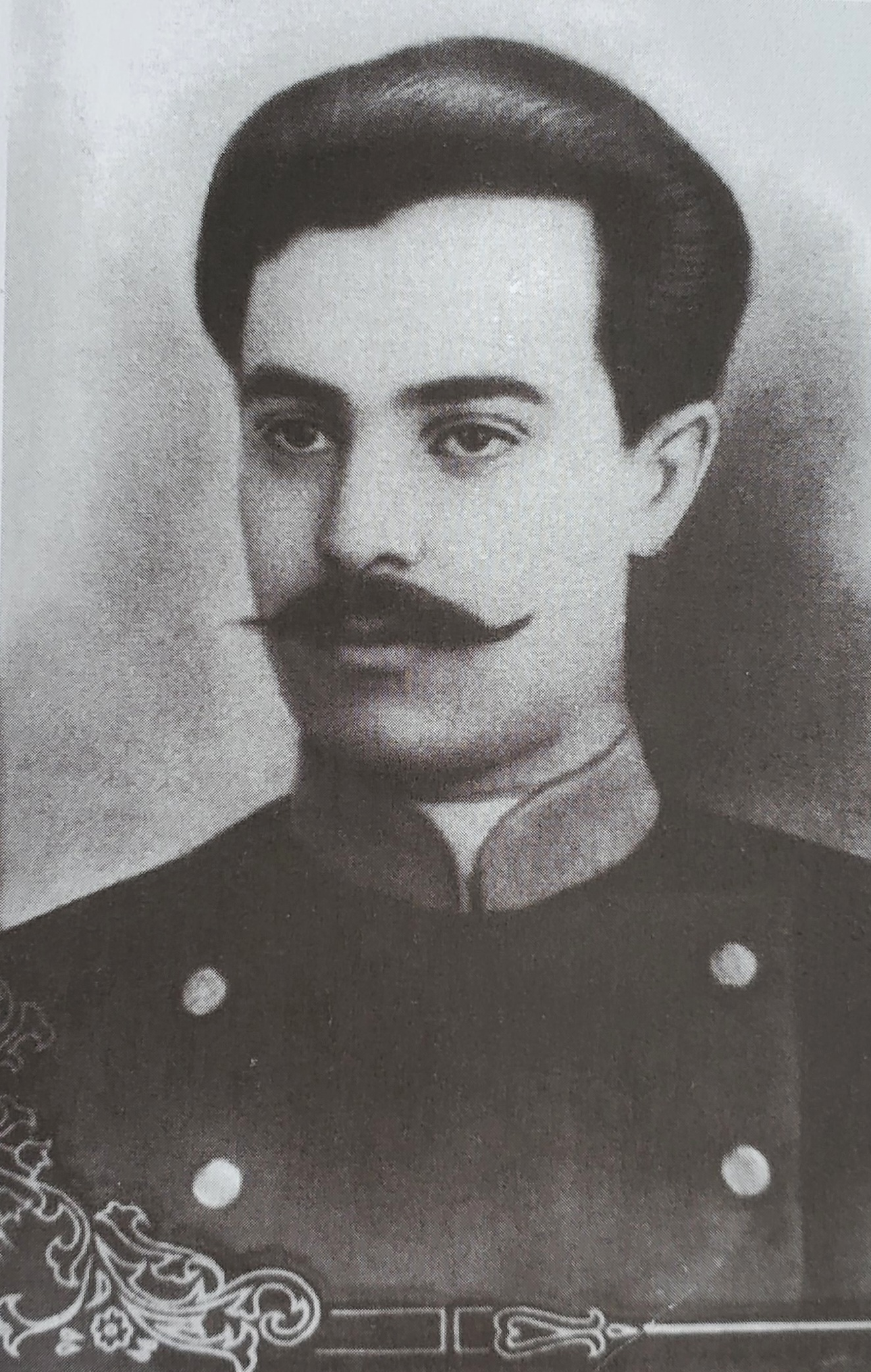
اسماعیل‌ خان ضیاء‌خان‌اف در سال‌های دانشجویی خود، در اواخر قرن نوزدهم

اسماعیل خان زیادخانوف به دلیل امضای "بیانیه ویبورگ"، که در اعتراض به انحلال دوما توسط گروهی از نمایندگان ارائه شد، از حق انتخاب شدن در دوما محروم شد و به سه ماه حبس محکوم گردید . او دوران حبس خود را به مدت 3 ماه در زندان شکی سپری کرد .
در ماه مارس 1907، در کنگره‌ای که با حضور نمایندگان مسلمانان قفقاز و کریمه در گنجه برگزار شد، به رهبری اسماعیل خان زیادخانوف، تصمیم به تأسیس "اتحادیه عمومی مسلمانان قفقاز" گرفته شد . در ماه مه همان سال، به سرپرستی اسماعیل خان، سازمانی به نام "مدافع" تأسیس شد که هدف آن ترویج دانش و فرهنگ میان مسلمانان، حمایت از حقوق، و مجازات کسانی بود که عدالت و وجدان را زیر پا می‌گذاشتند .
در زمان جنگ جهانی اول، فرماندهی روسیه به منظور تقویت نیروی انسانی ارتش ضعیف شده روسیه، تصمیم گرفت از آذربایجان نیز سرباز جذب کرده و آنها را به جنگ با ترکیه بفرستد . برای جلوگیری از اجرای این تصمیم، هیأتی متشکل از خلیل‌بیگ خاص‌محمدوف، اسماعیل خان زیادخانوف و علی‌اکبربیگ رفیع‌بیگ‌لو در تفلیس با فرماندار کل قفقاز مذاکراتی انجام دادند . در نتیجه، تصمیم گرفته شد که آذربایجانی‌ها به‌صورت داوطلبانه و نه اجباری به ارتش پیوسته و خدمت کنند.
پس از انقلاب فوریه 1917 در روسیه، اسماعیل خان در گنجه کمیته اجرایی سازمان‌های اجتماعی را تشکیل داد و به عنوان رئیس نیروی پلیس شهر منصوب شد . در آن دوره، امنیت شهر گنجه توسط نیروهای پلیس تحت فرماندهی او تأمین می‌شد . او از بنیان‌گذاران "حزب فدرالیست تُرک" بود که در سال 1917 تأسیس شد.
در 18 مارس 1918، نیروهای داشناک تحت فرماندهی استپان لالایف شهر شماخی را محاصره کرده و حمله کردند. آنها هزاران غیرنظامی را کشتند، خانه‌ها را به آتش کشیدند و بناهای تاریخی را ویران کردند. نیروهای لالایف کودکان و سالمندان را می‌کشتند، به زنان تعرض کرده و آنان را از بالکن ساختمان‌ها به پایین پرتاب می‌کردند. همچنین زن‌ها و کودکانی را که در مساجد پناه گرفته بودند با به آتش کشیدن مساجد به قتل می‌رساندند .
برای کمک به مردم منطقه، در 28 مارس 1918 اسماعیل خان با یک گروه 500 نفره سواره‌نظام از گنجه به شماخی رفت و شهر را از نیروهای مسلح مولاکان و ارمنی پاکسازی کرد . نیروهای ارمنی که از شهر خارج شدند به روستای مدرسه پناه بردند. اسماعیل خان آنها را تا این روستا تعقیب کرد و سپس در آنجا محاصره کرد. پس از نبردی که در اطراف روستا رخ داد، نیروهای ارمنی روستای مدرسه را نیز ترک کرده و به روستای قوزلوچای، محل سکونت مالاکان‌ها، پناه بردند .

### دوران جمهوری آذربایجان
در 28 مه 1918، در اولین کابینه تشکیل‌شده جمهوری آذربایجان، ژنرال خسروبیگ سلطانوف به‌عنوان وزیر دفاع منصوب شد. خسروبیگ این سمت را تا 11 ژوئن همان سال عهده‌دار بود. از 6 اکتبر تا 26 دسامبر همان سال، مسئولیت امور نظامی به اسماعیل خان زیادخانوف واگذار شد . او در ارتش جمهوری آذربایجان درجه سرهنگ دومی داشت . در دومین دولت جمهوری آذربایجان، اسماعیل خان به‌عنوان نماینده امور نظامی و سپس به‌عنوان معاون اول وزیر امور خارجه منصوب شد .
پس از آزادسازی باکو از اشغال در 15 سپتامبر 1918 ، در 23 سپتامبر جنبش قره‌باغ آغاز شد . نیروهای شرکت‌کننده در این جنبش شامل لشکرهای 9 و 106 ترک، گروه‌های داوطلب ملی و لشکر اول آذربایجان بودند . ارتش اسلام قفقاز در 4 اکتبر از آغدام به‌ سوی شوشا حمله کرده و در 8 اکتبر 1918، شهر شوشا را به‌ طور کامل از نیروهای ارمنی-داشناک پاکسازی کرد . اسماعیل خان زیادخانوف، به‌عنوان نماینده دولت آذربایجان، در این نبردها حضور داشت .
در 25 مارس 1919، اسماعیل خان به‌عنوان رئیس هیئت دیپلماتیک ویژه‌ای از سوی جمهوری آذربایجان به تهران فرستاده شد تا مذاکراتی با دولت قاجار انجام دهد . هدف از این ماموریت، بررسی تأسیس نمایندگی‌های دیپلماتیک جمهوری آذربایجان در تهران، تبریز، رشت و مشهد بود  و همچنین تهیه پیش‌نویس معاهدات مربوط به تجارت، پست و تلگراف، گمرک، خطوط دریایی، راه‌آهن و جاده‌ها و اقدامات متقابل برای حفظ مرزها بود . در 4 ژوئن 1919، اسماعیل خان زیادخانوف و معتصم‌السلطنه، نماینده وزارت امور خارجه دولت قاجار، پیش‌نویس توافق‌نامه‌ای 14 ماده‌ای را امضا کردند . در نتیجه این مأموریت، نمایندگی دیپلماتیک دائمی جمهوری آذربایجان در تهران و تأسیس کنسولگری‌هایی در برخی شهرهای دیگر ایران توسط دولت قاجار مورد توافق قرار گرفت .

## درگذشت
درباره کشته شدن اسماعیل خان زیادخانوف دیدگاه‌های مختلفی وجود دارد. انور چنگیزاوغلو در کتاب مونوگرافی خود با عنوان "اسماعیل خان زیادخانوف" بیان می‌کند که پس از اشغال آذربایجان توسط ارتش یازدهم سرخ، اسماعیل خان توسط دادگاه نظامی صحرایی ارتش سرخ تیرباران شد. در 5 مه 1920، با فرمان ویژه کمیته انقلابی آذربایجان، اموال و زمین‌های او مصادره شد . به گفته التفات ‌علی‌یارلی و طاهر بهبودف، اسماعیل خان زیادخانوف پس از قیام گنجه، که در اعتراض به تهاجم و اشغال ارتش سرخ به آذربایجان که در گنجه رخ داد، دستگیر و به دستور رئیس بخش ویژه اداره سیاسی ارتش یازدهم سرخ، سمیون پانکراتوف، در 6 ژوئن 1920 در جزیره نارگین تیرباران شد.

## خانواده

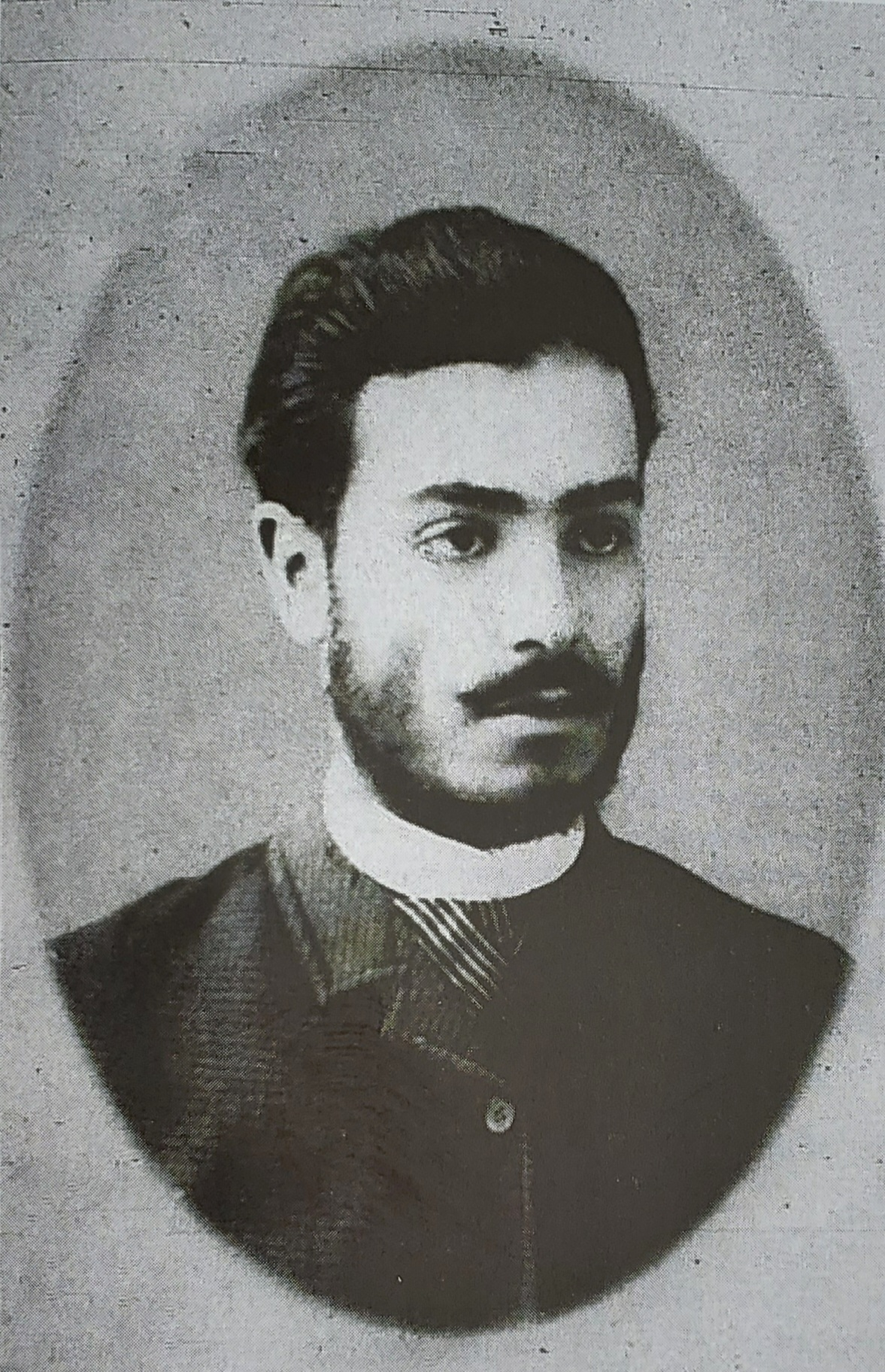
اسماعیل‌ خان ضیاءخانلی در سال‌های جوانی خود، در اواخر قرن نوزدهم

پدر اسماعیل خان زیادخانوف، ابوالفتح آغای زیادخانوف، در سال 1843 به دنیا آمده و نوهٔ جواد خان است . ابوالفتح آغا با آذرهمایون خانم قوانلی-قاجار، دختر بهمن میرزا قوانلی-قاجار، ازدواج کرد  و از این ازدواج، سه پسر به نام‌های اسماعیل خان، شاهوردی خان و عادل خان و چهار دختر به نام‌های سلطان بیگم، فخرالتاج بیگم، شیرین بیگم، خیردا بیگم و قمرالتاج بیگم به دنیا آمدند .
اسماعیل خان زیادخانوف، نوه آخرین خان خانات نخجوان، احسان خان کنگرلی، با صنوبر نخجوانسکی، دختر شاعر خانبیکه خانم، دختر خورشیدبانو ناتوان و سرهنگ امان‌الله خان نخجوانسکی، ازدواج کرده است.. از این ازدواج، چهار فرزند به نام‌های ابولفتح خان، جواد خان، ملیکه و خورشید به دنیا آمدند .
برادر میانسال اسماعیل خان، شاهوردی خان زیادخان، افسر ارتش تزار و ارتش جمهوری آذربایجان بود . برادر کوچک‌تر او، عادل خان زیادخانوف، معاون وزیر امور خارجه جمهوری آذربایجان و سفیر جمهوری آذربایجان در ایران بود .

## یادبود
محمد امین رسول‌زاده در سال 1923 در کتاب خود با عنوان "جمهوری آذربایجان: مراحل تشکیل و وضعیت کنونی" از اسماعیل خان زیادخانوف به عنوان شهید استقلال آذربایجان یاد کرده است .
پس از بازیابی استقلال آذربایجان، یکی از خیابان‌های شهر گنجه به نام اسماعیل خان زیادخانوف نام‌گذاری شد و نقش برجسته‌ای از او بر دیوار خانه عادل خان زیادخانوف نصب گردید. این خانه از سال 1972 میزبان موزه دولتی تاریخ و مردم‌شناسی گنجه بوده است .
در مجتمع یادبود نسل‌کشی قوبا، که در سال 2014 در شهر قوبا ساخته شده و به نسل‌کشی مارس اختصاص دارد، در بخشی که به منطقه شماخی مربوط است، عکس‌های اسماعیل خان زیادخانوف و اطلاعاتی درباره مبارزات او علیه داشناک‌ها در آن دوره ذکر شده است..
در سال 2021، بر اساس تصمیم شورای علمی موسسه نسخه‌های خطی محمد فضولی وابسته به فرهنگستان ملی علوم آذربایجان، مونوگرافی *"اسماعیل خان زیادخانوف"* که توسط انور چنگیزاوغلو و آیدین زیادخانلی نگاشته شده بود، به چاپ رسید
.